# Strophaeus sebastiani
Strophaeus sebastiani is een spinnensoort uit de familie Barychelidae. De soort komt voor in Panama.